# 마크 발렌베리
Marc "Boy-boy" Wallenberg (1924년 6월 28일 ~ 1971년 11월 19일)은 합병전 스톡홀름 엔스킬다 은행장으로 스웨덴의 은행가이자 기업가였다. 유명한 발렌베리가의 일원인 그는 1971년 사망할 때까지 Stockholms Enskilda Bank 의 CEO였다. 사망 당시 엄청난 기업범죄 의혹을 받고 있었다.
그 기업범죄 의혹은 스웨덴에 허가받지 않고 무단으로 대규모 펄프 공장을 짓는 것이었고 국정조사에서 당시 스톡홀름 엔스킬다 은행과 스칸디나비아 은행이 합병하느니 자신이 처벌받고 공장 증설을 강행하는 게 낫다고 주장하였다. 당연히 그 주장은 거부되었고 그는 스톡홀름 엔스킬다 의결권을 잃고 직후 자결하였고 스칸디나비아 은행에 합병되어 지금의 스칸디나비아 엔스킬다 은행에 이른다.
1. ↑  “Familjens smeknamn” [Family nicknames]. 《Svenska Dagbladet》 (스웨덴어). 2006년 3월 18일. 2017년 9월 29일에 확인함.